# 井上太郎
井上 太郎（いのうえ たろう、1925年7月14日 − 2022年3月18日）は、日本の作曲家、クラシック音楽評論家、作家である。湘南モーツァルト愛好会名誉会長。日本音楽療法学会元理事。

## 来歴
江戸時代から日本橋本石町に続く薬種問屋の江戸っ子7代目。生まれたのは1925年７月、東京都渋谷区桜丘。女中がいつも4人はいる環境で育つ。姉に妹2人の真ん中の男で、特別大事にされた。祖父と父は薬よりも化粧品の製造に力を入れ、その結果生まれたオシドリ銘柄のポマード、香水、椿香油は、大正、昭和前半の花形となった。
近所の大和田小学校に入学した頃、近くに住む高という英語の通訳に英会話の基礎を習った。この通訳の息子はチェリストの高勇吉で、娘はヴァイオリニストの高珠枝である。2人は、井上に演奏を聴かせるよりレコードで西洋音楽を教えようと、12インチのレコードをプレゼントした。家には蓄音機はあったが、レコードは10インチの童謡、邦楽、歌謡曲、歌舞伎のさわりといったものばかりで、クラシック音楽のものは1枚もなかった。しかし12インチの特別なレコードは子供には勝手にさわらせないように、戸棚の奥にしまってあり、特別の時にしかかけてもらえなかった。しかし曲の旋律はたちまち覚えてしまった。30年ほど後、A Dictionary of Musical Themaes　という本の中でこの旋律を偶然見つける。それはサラサーテのスペイン舞曲の作品21-1だった。
中学は九段にある第一東京市立中学校。高等学校は旧制の東京都立高等学校理科。在学中に徴兵検査を受けたが、ひょろひょろだったので丙種合格であった。第二次世界大戦中は丙種でも入隊しなければならなかったが、理科だったので徴兵延期となった。そのころ習っていた鈴木桃太郎教授がロケット戦闘機「秋水」の燃料の研究を軍から受けており、その助手の一人として選ばれる。しかし装置が完成せずに、終戦を迎えた。
終戦後は家業を継ぐため、早稲田大学理工学部工業経営科で学んだが、家業は戦時製造禁止のため廃業。店も工場も空襲で焼けた上に、就職難が最もひどく、どこにも就職できなかったため、やむなくダヴィッド社という小さな出版社にアルバイトとして入った。大学の専攻とは全く違うが、編集、営業から返本の整理まで体験し、そこで文芸評論家で音楽評論家でもある河上徹太郎と出会い、多くの教えを受けた。このころ、作曲に関心を持ち、平尾貴四男に師事したが、3ヶ月目に月謝を2倍にすると言われて辞めた。その後は独学で管弦楽曲も作るようになる。そして数年かけて書き上げた、管弦楽と合唱によるヘ短調のレクィエムは、2002年11月17日、神奈川県立音楽堂で牧野正史指揮の横浜モーツァルトアカデミーの第6回定期演奏会で初演された。
1959年、中央公論社に入社。編集部で多くの有名作家や評論家に接する。このころ広がった視野と人との関係は、のちに大きく役立った。装丁が得意だったので、100冊以上もの装丁をしたばかりでなく限定豪華本も作った。三島由紀夫の『サド侯爵夫人』、棟方志功の『板極道』、野上弥生子の『秀吉と利休』などの出来は著者から絶賛された。社内ではのちに作家として有名になる宮脇俊三と親しく、2人の発想で世界で初めてのLP盤と本による「モーツァルト大全集」を1976年に出した。この間に編集担当者としてモーツァルトの作品を聴き続けたことが、のちの著書執筆の原点となる。
1980年、中央公論社を定年退社、福武書店に招聘されて出版部長となり「大原總一郎随想全集」などをだしたが、1983年退社。執筆活動に入る。1985年9月に新潮社から『モーツァルトのいる部屋』を発表。学者ではないモーツァルトの愛好家が書いた全作品の解説として歓迎された。その後の執筆には吉田秀和の励ましが大きかった。モーツァルトやハイドンの本ばかりでなく『レクィエムの歴史』も書いている。これは世界でも類書のないもので、大きな反響を呼んだ。また経済人大原総一郎や、明治の英文学者入江祝衛の伝記も出す。日記をもとに自伝的に書いた『旧制高校生の東京敗戦日記』はベストセラーとなった。  
1986年、日野原重明を理事長とする日本バイオミュージック研究会の発足に加わる。日本音楽療法学会に変わってからは理事として、音楽と人間の心の接点をさぐる講演を数回おこない、また機関誌にも執筆した。1991年、モーツァルト没後200年を記念して、湘南モーツァルト愛好会を創設、多くの会員を集めた。

## 著書
- 『モーツァルトのいる部屋』新潮社、1985年。ISBN 4103596015。
  - 『モーツァルトのいる部屋』筑摩書房〈ちくま学芸文庫〉、1995年。ISBN 4480081941。
  - 『決定版・モーツァルトのいる部屋』河出書房新社、2014年。ISBN 9784309275109。
- 『わが友モーツァルト』講談社現代新書、1986年。ISBN 4061488309。
- 『モーツァルトの「いき」の構造』新潮社、1989年。ISBN 4103596023。
  - 『モーツァルト―いき・エロス・秘儀』増補版、高橋英夫解説、平凡社ライブラリー、1997年。ISBN 9784582761887。
- 『モーツァルトのいる街』新潮社、1991年。ISBN 4103596031。
  - 『モーツァルトのいる街』筑摩書房〈ちくま学芸文庫〉、1996年。ISBN 4480082719。
- 『へこたれない理想主義者 ―大原總一郎』講談社、1993年。ISBN 978-4062064019。
  - 『大原總一郎 ―へこたれない理想主義者』中央公論社〈中公文庫〉、1998年。ISBN 978-4122032439。
- 『モーツァルティアンの散歩道』小沢書店、1994年。ISBN 978-4755150296。
- 『モーツァルト・ガイドブック : 新しい聴き方・楽しみ方』筑摩書房〈ちくま新書〉、1995年。ISBN 4480056254。
- 『旅路のアマデウス』NTT出版〈Around the world library：気球の本〉、1996年。ISBN 4871886271。
- 『レクィエムの歴史 ――死と音楽との対話』平凡社選書、1999年。ISBN 4582841856。
  - 『レクィエムの歴史 ――死と音楽との対話』河出文庫、2013年。ISBN 9784309412115。
- 『旧制高校生の東京敗戦日記』平凡社新書、2000年。ISBN 4582850359。
- 『モーツァルトと日本人』平凡社新書、2005年。ISBN 4582852904。
- 『ハイドン106の交響曲を聴く』春秋社、2009年。ISBN 9784393931844。
- 『ハイドン&モーツァルト弦楽四重奏曲を聴く』春秋社、2011年。ISBN 9784393931936。
- 『辞書の鬼 : 明治人・入江祝衛』春秋社、2012年。ISBN 9784393436417。

## 主要作曲作品
- 混声合唱曲《暗き道を》井上太郎作詞 1949
- 三声のカノン 10曲　北原白秋作詞など 1955 - 7
- 二部合唱曲《駒草のワルツ》白崎徹作詞 1960
- 混声合唱曲《落葉松》北原白秋作詞 1987
- 混声合唱曲《溢れひたす闇に》立原道造作詞 1998
- 管弦楽曲《ワルツの四季》 1999
- 管弦楽曲《モーツァルトの主題による変奏曲》 1999
- ピアノ曲《モーツァルトの肖像》 2000
- 交響曲《湘南の海》 2000
- 管弦楽曲《陀留島ラプソディ》 2000
- 弦楽合奏曲《いきもの賛歌》 2002
- 管弦楽曲《五木の子守歌幻想》 2002
- 室内楽《ザルツブルク古城幻想》 2002
- タンゴ《希望の夜明け》 2002
- 混声合唱と管弦楽による《レクィエム》 1967 - 2002
- 管弦楽曲《ネプチューンの夢》 2007
- 管弦楽曲《よみがえる力》 2011